# Robert Rayford
Robert Rayford, ibland kallad bara Robert R. på grund av sin ringa ålder, född 3 februari 1953, död 15 maj eller 16 maj 1969, var en amerikansk tonåring från Missouri och var det första bekräftade hiv/aids-fallet i USA och Nordamerika. Rayfords död blev ett mysterium för läkarna som inte kunde förklara orsaken till hans symptom. Dödsorsaken förblev okänd fram till 1987.

## Sjukdom
I början av år 1968 tog sig 15-årige Rayford till sjukhuset Barnes-Jewish Hospital (då kallat Barnes Hospital) i St. Louis i Missouri. Hans ben och könsorgan var täckta av vårtor och sår. Han var dessutom kraftigt svullen vid testiklarna och kring bäckenet, vilket senare spred sig till hans ben och orsakade en feldiagnostiserad lymfödem. Han tappade vikt och blev allt blekare samtidigt som han drabbades av dyspné (andnöd). Rayford berättade för läkarna att han hade haft dessa symptom sedan åtminstone slutet av 1966. Tester visade att han hade en kraftig klamydiainfektion. Rayford tillät inte sjukhuspersonalen att göra en rektalundersökning på honom. Läkarna misstänkte att Rayford var homosexuell, bisexuell eller hade mottagit analsex.
I slutet av 1968 tycktes Rayfords hälsa ha stabiliserats, men i mars 1969 återkom symptomen i värre grad än tidigare. Dyspnén försvårades och antalet vita blodkroppar hade sjunkit. Läkarna upptäckte även att hans immunförsvar hade slutat fungera. Han fick feber och dog klockan 23:20 den 15 maj 1969.

## Obduktion
En obduktion av Rayford, utförd av läkaren William Drake, visade på flera onormala omständigheter. Små rödlilafärgade prickar upptäcktes på Rayfords vänstra lår och hans mjukdelar. Drake kom fram till att de små prickarna var Kaposis sarkom, en ovanlig typ av cancer som oftast drabbade äldre män av medelhavs- eller ashkenazisk härstamning. Kaposis sarkom fastställdes senare vara en aids-relaterad sjukdom.
Dessa upptäckter förbryllade de närvarande läkarna och en granskning av fallet publicerades så småningom i läkartidningen Lymphology 1973. Efter obduktionen sparades blod- och vävnadsprover som förvarades nedkylda vid University of Arizona och vid den assisterande obducentläkaren Memory Elvin-Lewis laboratorium.

## Senare utredningar

### Tester
År 1984, då hiv nyligen hade upptäckts och snabbt spreds bland homosexuella män i New York och Los Angeles, bestämde sig Marlys Witte, som också var en av läkarna som hade behandlat Rayford före hans död och även assisterat vid obduktionen, för att tina en del av Rayfords obduktionsprover och testa dem för hiv. Testerna visade sig vara negativa. Tre år senare, i juni 1987, bestämde sig Witte för att testa proverna en gång till genom att använda sig av immunoblot som var den mest tillförlitliga testmetoden vid den tiden. Immunoblottestet visade att antikroppar mot samtliga nio upptäckbara hiv-proteiner fanns i Rayfords blod. Man gjorde ytterligare ett test som visade samma sak.[källa behövs]

### Inverkan på forskningen om aids ursprung
Rayford hade aldrig rest utanför Mellanvästern i USA och hade berättat för läkarna att han aldrig hade genomgått en blodtransfusion. Eftersom Rayfords hiv-infektion troligtvis berodde på en sexuell kontakt, och eftersom han aldrig tidigare lämnat landet, antog forskarna att aids måste ha funnits i Nordamerika innan Rayford började visa symptom 1966. Rayford besökte dessutom aldrig några stora städer som New York, Los Angeles eller San Francisco, där hiv/aids-epidemin först observerades i USA.  Läkare och andra som senare undersökte fallet i början av 1980-talet spekulerade i att Rayford kan ha blivit våldtagen och kan ha varit prostituerad som barn.